# Bodíky
Bodíky (bis 1948 slowakisch „Bodak“; ungarisch Nagybodak) ist eine Gemeinde im Südwesten der Slowakei mit 296 Einwohnern (Stand 31. Dezember 2024). Sie gehört zum Okres Dunajská Streda, einem Teil des Trnavský kraj.

## Geographie

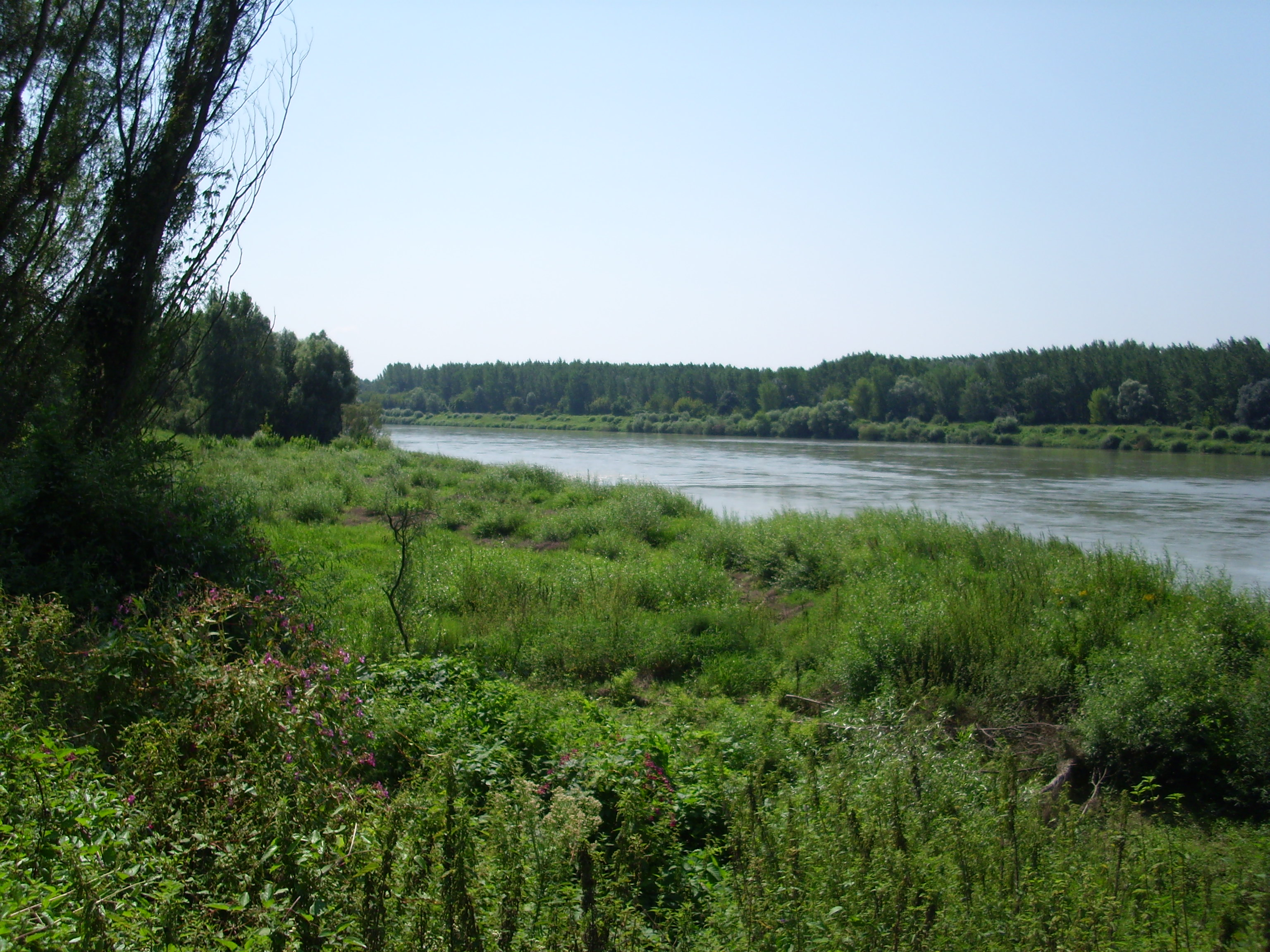
Alter Verlauf der Donau bei Bodíky

Die Gemeinde befindet sich im Mittelteil der Großen Schüttinsel, einem Teil des slowakischen Donautieflands. Von der übrigen Slowakei ist Bodíky durch den Kanal des Donau-Wasserkraftwerks Gabčíkovo abgeschnitten, während der Altverlauf der Donau die Staatsgrenze zu Ungarn markiert. Einen Großteil des Gemeindegebiets machen Donau-Auwälder, die zum Landschaftsschutzgebiet Dunajské luhy gehören, aus. Das Ortszentrum liegt auf einer Höhe von 122 m n.m. und ist 24 Kilometer von Dunajská Streda sowie 45 Kilometer von Bratislava entfernt.
Nachbargemeinden sind Horný Bar im Norden, Trstená na Ostrove im Osten, Baka im Südosten, sehr kurz Lipót und dann Dunaremete im Süden, Kisbodak im Südwesten, Dunasziget im Westen sowie Vojka nad Dunajom und Rohovce im Nordwesten.

## Geschichte

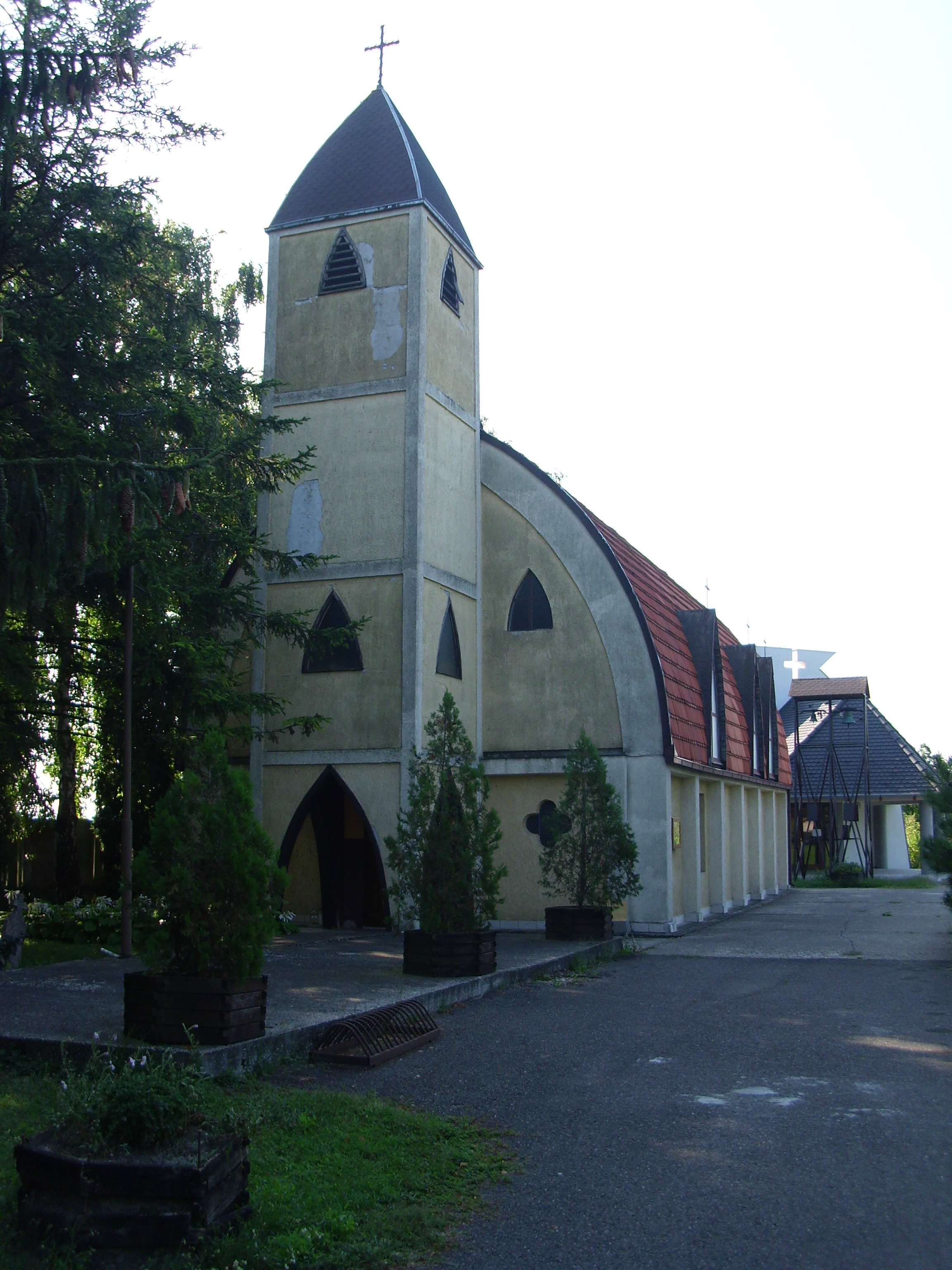
Kirche im Ort

Der Ort wurde zum ersten Mal 1245 als Bodak schriftlich erwähnt. Die spätere Benennung Wamosbodak (1463) weist auf eine Furt hin, an der Maut zu entrichten war. Das Dorf gehörte im Mittelalter zum Herrschaftsgut der Pressburger Burg, danach bis zum Zerfall der Habsburgermonarchie überwiegend der adeligen Familie Pálffy. 1828 zählte man 87 Häuser und 625 Einwohner, die von Fischfang, Landwirtschaft und Viehhaltung lebten. Außerdem gab es Wassermühlen an der Donau: im Jahr 1881 arbeiteten insgesamt 14 Wassermühlen am Hauptstrom.
Bis 1919 gehörte der im Komitat Pressburg liegende Ort zum Königreich Ungarn und kam danach zur Tschechoslowakei beziehungsweise heute Slowakei. 1938–1945 lag er aufgrund des Ersten Wiener Schiedsspruchs noch einmal in Ungarn.
Von 1960 bis 1987 war Bodíky Teil der Gemeinde Horný Bar. Das Donauhochwasser 1965 richtete schwere Schäden im Ort an, wodurch viele Teile alter Bausubstanz entweder beschädigt oder vollständig zerstört wurden.

## Bevölkerung
| Jahr                | 1994 | 2004     | 2014    | 2024     |
| ------------------- | ---- | -------- | ------- | -------- |
| Anzahl der Personen | 362  | 288      | 268     | 296      |
| Unterschied         |      | −20,44 % | −6,94 % | +10,44 % |

| Jahr                | 2023 | 2024 |
| ------------------- | ---- | ---- |
| Anzahl der Personen | 296  | 296  |
| Unterschied         |      | +0 % |

Nach der Volkszählung 2011 wohnten in Bodíky 288 Einwohner, davon 240 Magyaren und 45 Slowaken. Drei Einwohner machten keine Angabe. 263 Einwohner bekannten sich zur römisch-katholischen Kirche und vier Einwohner zur griechisch-katholischen Kirche. Sechs Einwohner waren konfessionslos und bei 15 Einwohnern wurde die Konfession nicht ermittelt.

## Bauwerke
- römisch-katholische Kirche Mariä Heimsuchung aus dem Jahr 1991